# أيا إندو
أيا إندو (遠藤綾 إندو أيا) هي مؤدية أصوات يابانية ولدت في 17 فبراير 1980 في ياماغاتا.

## أدوارها في الأنمي

### مسلسلات أنمي تلفزيونية
- مكان ابعد من الكون - يومي

- النجم المحظوظ - ميوكي تاكارا
- نيو آنجليك أبيس - آنجليك
- البدلة المتنقلة جاندام 00 - كينوي كروسرود
- ماكروس فرونتير - شيريل نوم
- سيكيريه - ماتسو
- سيكيريه Pure Engagement - ماتسو
- باسكواش! - سبانكي
- NEEDLESS - كروز شيلد
- صوت السماء - فيليشيا هايدمان
- إيكي توسن XTREME XECUTOR - باتشو موكي
- نايت رايد 1931 - أيرين
- رايلغان معينة خاصة بالعلم - تسوزوري تيسّو
- رايلغان معينة خاصة بالعلم S - تسوزوري تيسّو
- إندكس معينة خاصة بالسحر II - أورسولا أكويناس
- كاتاناغاتاري - بيوريغو
- شيكاباني هيمي: كورو - فريش باكبون
- ميري آكلة الأحلام - إنغي سليبيس
- تايغر آند باني - ليلي
- أرشيف دانتاليان - ميبل ناش
- البدلة المتنقلة جاندام إيج - إيميلي أرموند/إيميلي أسنو، هارو
- غيلتي كراون - أريسا كوهوين
- مغامرة جوجو الغريبة - شقيقة بوكو
- كارنفال - تسوكومو
- بلاسريتر - ميفانغ ليو
- سورد آرت أونلاين - ميدوري كيريغايا
- إينيشيال دي Fifth Stage - كاوري
- عشيقة (مؤقتة) - يوكو تسوكيشيرو
- فافنر في السماء الزرقاء EXODUS - جيريمي لي مارسي
- يوريكوما أراشي - ريا تسوباكي
- أبطال الزهور الستة - شيترا
- أسوماتسو-سان - توتوكو، كاوروكو
- أنا ساكاموتو - يوكا
- كيه - كلوديا فايسمان
- عروس الساحر - سيلكي
- البلدة حيث تعيش - كيومي أساكورا
- كابانيري الحصن الحديدي - هوروبي
- بوروتو: ناروتو نكست جينيريشنز - سوميري كاكيه
- فايوليت إيفرغاردن - كاتليا بودلير
- فيت/أبوكريفا - والدة موردريد

### أوفا أنمي
- تسوباسا طوكيو ريفيليشن - يوزوريها نيكوي
- ماي أوتومي 0~S.ifr~ - لينا سيرز

### أفلام أنمي
- ماكروس فرونتير: المطربة المزيفة - شيريل نوم
- ماكروس فرونتير: أجنحة الوداع - شيريل نوم
- فافنر في السماء الزرقاء HEAVEN AND EARTH - جيريمي لي مارسي
- فايري تايل: حارسة العنقاء - إكلير

## أدوارها في ألعاب الفيديو
- كونسبشن: رجاء أنجبي أطفالي - أري
- ريزونانس أوف فايت - ليان
- تيلز أوف إكسيليا 2 - أوريجين
- عشيقة (مؤقتة) - يوكو تسوكيشيرو
- سايكوباس: مانداتوري هابينيس - ناديشيكو كوغاتاتشي

## أدوارها في الدبلجة اليابانية
- ميكي ماوس - ميني ماوس (الصوت الثاني)
- ميكي والمتسابقون - ميني ماوس

## وصلات خارجية
- أيا إندو على موقع IMDb (الإنجليزية)
- أيا إندو على موقع ميوزك برينز (الإنجليزية)
- أيا إندو على موقع قاعدة بيانات الفيلم (الإنجليزية)
- أيا إندو على موقع ANN person (الإنجليزية)